# Susanne Berckhemer
Susanne Berckhemer est une actrice allemande née le 20 mars 1978 à Augsbourg.

## Biographie
Elle a obtenu son diplôme du troisième cycle en 1997, pour ensuite aller étudier à l'Académie théâtrale bavaroise August Everding de Munich, où elle a obtenu son diplôme de comédienne.
Susanne Berckhemer a joué à plusieurs reprises dans la série Tatort et dans Le Destin de Lisa diffusé sur TF1 (Verliebt in Berlin en VO) dans le rôle de Betty Haas (Britta Haas en VO). Elle a ensuite joué le rôle de l'antagoniste, Nadine Dannenberg, dans la série Tessa - Leben für die Liebe. En août 2007, elle a tourné dans l'épisode Le Sacrifice du cœur de la série Rosamunde Pilcher, dans le rôle principal d'Emma Clark. Elle tournait dans la série à succès Wege zum Glück, jusqu'en juillet 2008 (épisode 703, diffusé le 20 octobre 2008 sur ZDF), avec le rôle principal de Luisa Becker (née Maywald).
Durant les mois de novembre et décembre 2009, Susanne Berckhemer se trouvait sur les planches berlinoises du "Theater discounter Berlin", dans la pièce Bunbury d'après Oscar Wilde, où elle joue le rôle de Cecily. Elle tourna en décembre 2009 pour la série policière Brigade du crime, où elle a pris, le temps d'un épisode, l'un des rôles principaux. Susanne Berckhemer tourne depuis le 19 février 2010 à Munich un épisode de la série produite par ZDF Liebe, Babys und ein stückchen Heimat.
Parallèlement à sa carrière d'actrice, Susanne avait commencé au cours des dernières années à explorer ses origines et a également, avec son amie la dramaturge Dagmar Domrös, élaboré un projet. À Sibiu, capitale culturelle de l'Europe en 2007, la pièce de théâtre Ein Dorf erzählt... Zalina a été montée dans le village de Hosman (Roumanie), en compagnie de la Spree Agent et d'autres collaborateurs artistiques. Susanne s'y rend plusieurs fois, dans l'objectif de pouvoir faire bénéficier les jeunes habitants de ce village roumain des plaisirs culturels, tels que le théâtre. Une association portant son nom et un site ont été créés.
Susanne Berckhemer réside avec son compagnon, Thorsten Werner, à Berlin. En janvier 2009, elle mit au monde son premier enfant.

## Filmographie
Cinéma et télévision
- 2001 : Das Mädcheninternat - Deine Schreie wird niemand hören (feuilleton sorti en DVD sous le titre Die Insel der Angst)
- 2004 : Tatort (épisode Eine leiche zuviel)
- 2006 : Tatort (épisode Gebrochene Herzen)
- 2005-2006 : Le Destin de Lisa (Verliebt in Berlin), série
- 2006 : Tessa - Leben für die Liebe, série
- 2007 : Rosamunde Pilcher (épisode Sieg der Liebe)
- 2007-2008 : Wege zum Glück, série
- 2009 : Wege zum Glück, série (en tant qu'invitée)
- 2009 : Brigade du crime, série
- 2010 : Liebe, Babys und ein stückchen Heimat (série)

Courts métrages
- 1998 : L'Image fantôme
- 1998 : Insomnia
- 1999 : Kümmel und Korn
- 2010 : Verworren (Regie : Stefan Maregg)
- 2010 : Leben und Leben lassen (Regie : Julischka Cotaru)

### Publicité
- 2007 : Uncle Ben's Express Reis